# Допінг каталізатора
До́пінг каталіза́тора (рос. допирование катализатора, англ. doping of catalyst) — введення малої кількості стороннього матеріалу в каталізатор, що спричиняє утворення твердих розчинів у ґратці неметалічних каталізаторів і приводить до зміни швидкості певної каталізованої ним реакції.